# Lago Bolívar (Bolivia)
El lago Bolívar es una laguna amazónica de Bolivia, ubicada en las tierras bajas del país. Administrativamente se encuentra en el municipio de San Joaquín de la provincia de Mamoré en el departamento del Beni. Tiene unas dimensiones de 2,75 kilómetros de largo por 2,2 kilómetros de ancho y una superficie de 3,15 kilómetros cuadrados (km²). En la orilla oriental se encuentra el pueblo de San Joaquín. 